# Božetice
Božetice är en ort i Tjeckien.   Den ligger i regionen Södra Böhmen, i den centrala delen av landet, 70 km söder om huvudstaden Prag. Božetice ligger 442 meter över havet och antalet invånare är 401.
Terrängen runt Božetice är huvudsakligen platt, men norrut är den kuperad. Božetice ligger nere i en dal. Runt Božetice är det ganska glesbefolkat, med 38 invånare per kvadratkilometer. Närmaste större samhälle är Tábor, 16,0 km öster om Božetice. Omgivningarna runt Božetice är en mosaik av jordbruksmark och naturlig växtlighet.